# خوالیشوو
خوالیشوو (به لهستانی:  Chwaliszów) یک روستا در لهستان است که در گمینا ستاره بوگاچوویتسه واقع شده‌است. خوالیشوو ۴۲۷ نفر جمعیت دارد.